# Grand-duché de Cracovie
1846–1918
Entités précédentes :
- Ville libre de Cracovie

Entités suivantes :
- République de Pologne
(Voïvodie de Cracovie)

Le grand-duché de Cracovie (en polonais : Wielkie Księstwo Krakowskie ; en allemand : Großherzogtum Krakau) est créé le 16 novembre 1846, après l'annexion de la ville libre de Cracovie, vestige de l'ancien duché de Varsovie, par l'empire d'Autriche. Rattaché au royaume de Galicie et de Lodomérie jusqu'en 1918, le titre de « grand-duc de Cracovie » n'était que l'un des nombreux titres officiels de l'empereur d'Autriche.

## Histoire
À la suite du congrès de Vienne, en 1815, la ville libre de Cracovie devient un protectorat commun, fonctionnellement indépendant de la Prusse, de l'Autriche et de la Russie qui occupaient le reste de la Pologne depuis les partages du XVIIIe siècle.

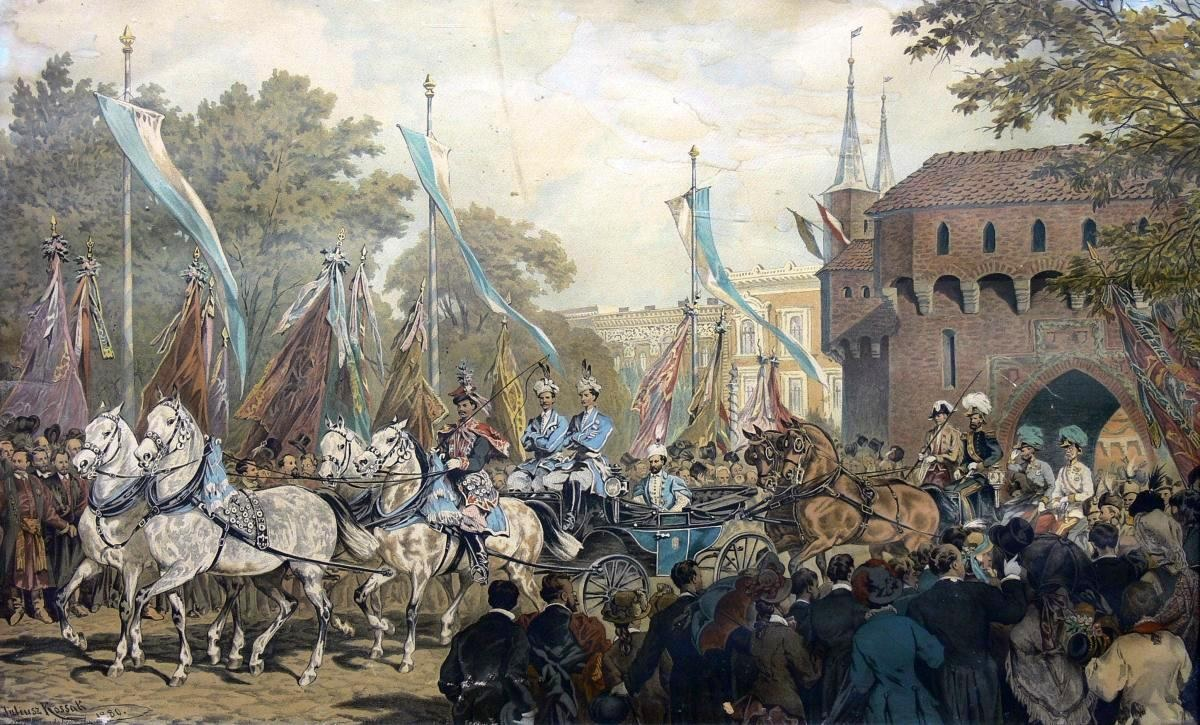
Entrée de l'empereur François-Joseph dans la ville de Cracovie, tableau de Juliusz Kossak, 1880.

Après l'échec de l'insurrection de Cracovie en 1846, le territoire devient une province de l'empire d'Autriche ; dans les faits, la Galicie au sens strict avec Cracovie, ainsi que les duchés d'Auschwitz et de Zator constitueraient le royaume de Galicie et de Lodomérie, l'un des royaumes et pays représentés à la Diète d'Empire (« Cisleithanie ») au sein de la double monarchie d'Autriche-Hongrie après le compromis de 1867.
Les titres de « roi de Galicie et de Lodomérie », « grand-duc de Cracovie » et « duc d'Auschwitz et de Zator » font partie des titres officiels de l'empereur d'Autriche, à chaque titre correspondent ses armoiries et son drapeau. Toutefois, pour des raisons administratives, les territoires qui correspondent à ces titres ne forment en réalité qu'une seule terre de la Couronne. En 1806 déjà, l'empereur François II avait adopté le titre de « grand-duc de Cracovie » (en allemand : Großherzog von Krakau), sans doute pour légitimer les annexions polonaises.
Le grand-duché a sa propre administration : la commission du gouvernement (en polonais : Komisja Gubernialna). Dès 1867, le territoire était incorporé dans les districts de Cracovie et de Chrzanów.
Après la Première Guerre mondiale et la dissolution de la monarchie austro-hongroise, le territoire a été cédé à la république de Pologne renouvelée.